# 욘주의 캉통
프랑스 욘주에는 총 21개의 캉통이 속해 있다. 2015년 3월 행정구역 총개편으로 인해 현재는 다음과 같이 설치되어 있다.
- 오세르 1
- 오세르 2
- 오세르 3
- 오세르 4
- 아발롱
- 브리농쉬르아르망송
- 샤블리
- 샤르니
- 쾨르드퓌제
- 가티네장부르고뉴
- 주아니
- 주라빌
- 미잔
- 퐁쉬르욘
- 생플로랑탱
- 상스 1
- 상스 2
- 토리니쉬르오뢰즈
- 토네루아
- 빌뇌브쉬르욘
- 뱅셀